# Pablo Volta
Pablo Volta (Buenos Aires, 3 gennaio 1926 – Cagliari, 28 luglio 2011) è stato un fotografo italiano.

## Biografia
Nasce il 3 gennaio 1926 a Buenos Aires da padre toscano, giornalista, e madre argentina, di origini italiane.
Nel 1932 quando è ancora bambino la famiglia si trasferisce in Italia, dove compie i suoi studi tra Roma, Torino, Lucca e Viareggio. Durante la guerra, tra il 1944 e il 1945 combatte con i partigiani sulle Alpi Apuane e partecipa alla liberazione di Modena.
Esegue i primi scatti nella Berlino devastata dai bombardamenti. Rientrato in Italia si occupa di cronaca nera e di cinema, ed è tra i fondatori della Fotografi Associati, prima cooperativa di fotografi in Italia. 
Nel 1949 a Berlino, segue un corso di Elementary Photography, organizzato dall'esercito di occupazione statunitense.
Collabora diversi anni con il settimanale il Mondo. 
Nel 1952 costituisce insieme a Franco Pinna, Plinio De Martiis, Caio Mario Garrubba, e Nicola Sansone la cooperativa Fotografi Associati, che verrà sciolta nel 1954 a causa di difficoltà economiche. 
Nel 1954 compie il primo viaggio in Sardegna, realizza le foto per Inchiesta su Orgosolo di Franco Cagnetta. Nel 1957 fotografa il Carnevale di Mamoiada.
Trasferitosi a Parigi fotografa scrittori, artisti e intellettuali tra i più rappresentativi del XX secolo. Realizza documentari per la RAI TV: uno sugli anarchici parigini alla fine dell'Ottocento sulle trasformazioni urbanistiche operate a Parigi, nel Secondo Impero, dal Barone Haussmann.
Nel 1966 partecipa come giornalista al programma Cinq Colonnes à la une della televisione francese con una serie di trasmissioni sulla Sardegna.
Lavora per l'ufficio di corrispondenza delle Rai a Parigi. Nei primi anni settanta richiamato dall´interesse per la Sardegna scopre il fenomeno del muralismo. Le sue fotografie figureranno in una grande mostra sull'arte muraria nel mondo, a Caen, in Normandia, nel 1981 e negli anni seguenti gira l'Italia.
Nel 1987, per amore della Sardegna sceglie di stabilirsi nel "paese museo" di San Sperate.
È morto il 28 luglio 2011 all'età di 85 anni a causa di un tumore.

### Videografia
- Giovanni Columbu, Ritratto di Pablo Volta, Luches Film 2004